# Protectoría de indios
La Protectoría de los Indios fue una oficina administrativa de la Monarquía Hispánica responsable de atender el bienestar de las poblaciones de los indígenas americanos.
Tras la Constitución española de 1812 se desmanteló, pero más tarde, durante el Trienio Liberal, fue restaurado aunque finalmente acabó desapareciendo de los virreinatos americanos.

## Historia

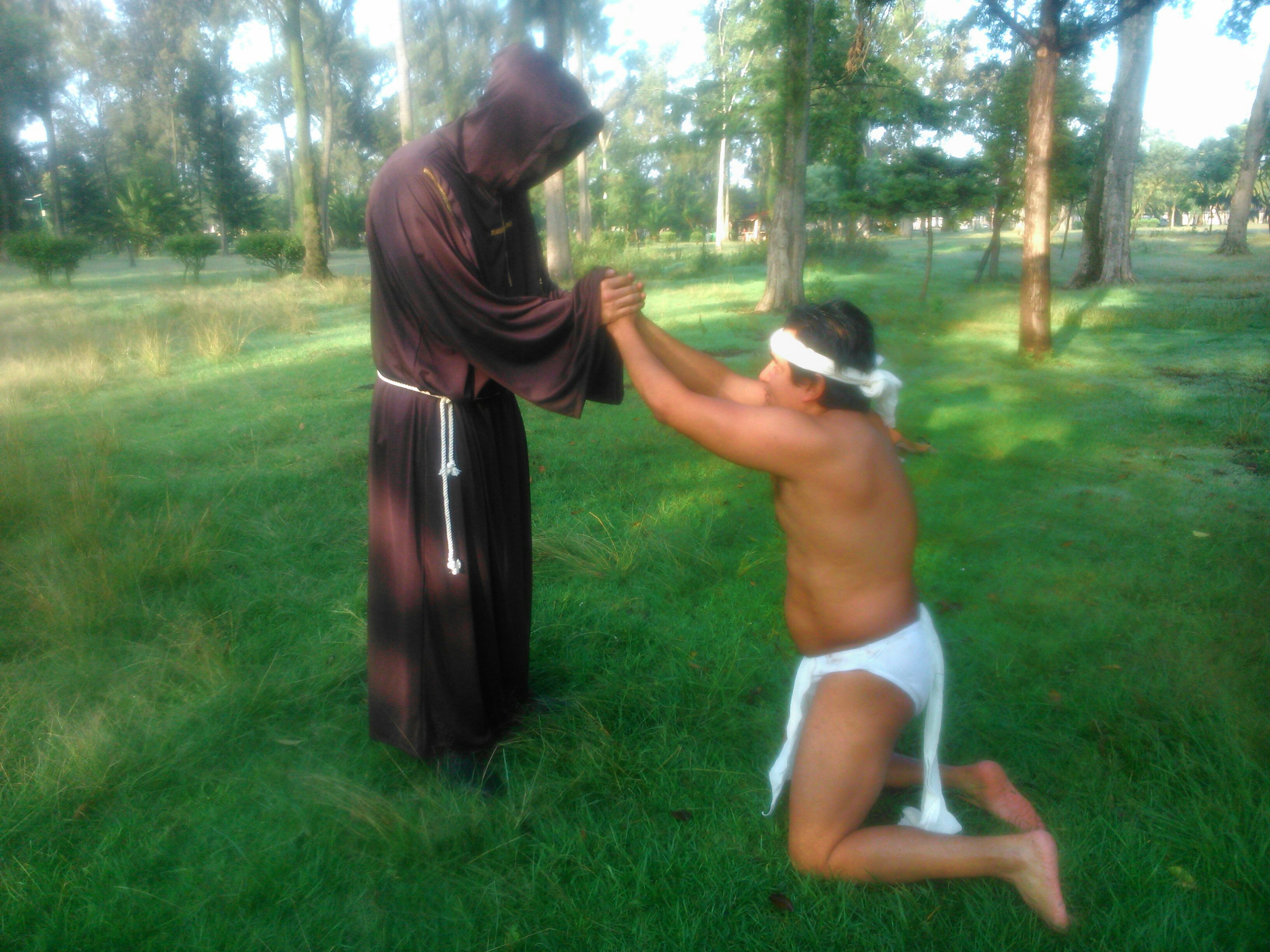
Representación de un misionero amparando a un indígena.

Las primeras iniciativas dirigidas a la protección de la población indígena americana comienza en 1516, cuando un grupo de monjes jerónimos fueron enviados a las posesiones españolas en el Caribe para evaluar las consecuencias de la colonización en el declive demográfico de la población nativa debido a las enfermedades. El informe redactado por Fray Bartolomé de las Casas para el cardenal Cisneros es el documento más temprano disponible, tomando los obispos la labor de defensa de los nativos.
Cisneros otorgó el título de protector de indios a Bartolomé de las Casas de manera universal. Otros protectores de indios conocidos incluyen a Juan de Zumárraga (1527) y Hernando de Luque (1529). 
En un principio la falta de legislación hizo difícil delimitar la autoridad de la figura del Protector, ejercida por los obispos del Nuevo Mundo. Tras la publicación en 1512 de las leyes de Burgos y en 1542 de las Leyes Nuevas, se prohibió oficialmente la esclavitud de los indígenas y se abolió el sistema de encomiendas. 
La protectoría de indios fue reformada en 1575 por el virrey Toledo. Las disposiciones toledanas, que luego tuvieron carácter general para los dominios españoles en América, establecieron un Protector General residente en las capitales de audiencia y un número de protectores en las principales ciudades.
Los protectores de indios, pero en particular el Protector General, tenían la obligación genérica de velar por el buen estado de los indios y protegerlos de los funcionarios públicos.  
En 1591 la Corona emitió un decreto y una carta a Luis de Velasco, virrey de Nueva España, que sentó base legal para crear una agencia específica de defensa de los nativos en las colonias. La oficina pasó a estar presidida por un abogado general y un consultor para los procesos en los que los nativos estuviesen implicados. 
La importancia de este cargo hizo que hacia 1620 el Consejo de Indias diera rango de fiscal y derecho a llevar garnacha al Protector General. 
El Oidor de la Real Audiencia de Lima, Juan de Solórzano y Pereyra, en su Política Indiana, escribe que la institución del Protector de Indios, en sus principios, está basado en la figura del Defensor Plebis (Protector del Pueblo) del Derecho Romano. El Derecho indiano terminaría adelantándose a nociones de la institución del Defensor del Pueblo en el derecho contemporáneo, cosa que historiadores modernistas del derecho le atribuyen al Ombudsman nórdico.
Para Solórzano los protectores de indios debían compararse más propiamente a los tutores. Los protectores estaban llamados a intervenir en aquellos contratos en donde los indios fueran parte. La falta de dicha intervención podía devenir en rescindir el contrato. La intervención en los contratos por parte del protector no limitaba en sus derechos a los indios. Es decir, cuando los indígenas, en virtud de su derecho a contratar, entraron en negocios jurídicos sin la autorización del protector estuvieron, al igual que el menor en el derecho romano, bajo el régimen de la restitutio ad integrum. 
El protector de Indios: 
- Tenía atributos de procurador.
- Debía saber lengua aborigen.
- Tenía relación directa con el virrey
- Enviaba informes directamente al rey.
- Poseía prerrogativas y honores en la magistratura.

En materia de testamentos Solórzano indicó que los indios tenían "plena libertad, y facultad". Los indios tenían incluso mayores privilegios que los aldeanos o "rústicos" en el derecho castellano quienes para hacer un testamento solemne requería la lectura del mismo ante cinco testigos, la firma de al menos uno de ellos y la certificación del escribano. Para los indios en cambio, no era necesario ni un escribano, ni testigos vecinos, sino la inscripción ante el magistrado local y tres testigos "varones ó hembras de los que allí cómmodamente se hallaren". Para convertir el escrito en testamento solemne bastaba enviarlo a un juez para su registro en los archivos del juzgado.